# Дол (Кршко)
Дол (словен. Dol) — поселення в общині Кршко, Споднєпосавський регіон, Словенія. Висота над рівнем моря: 231,2 м.